# サラミス島

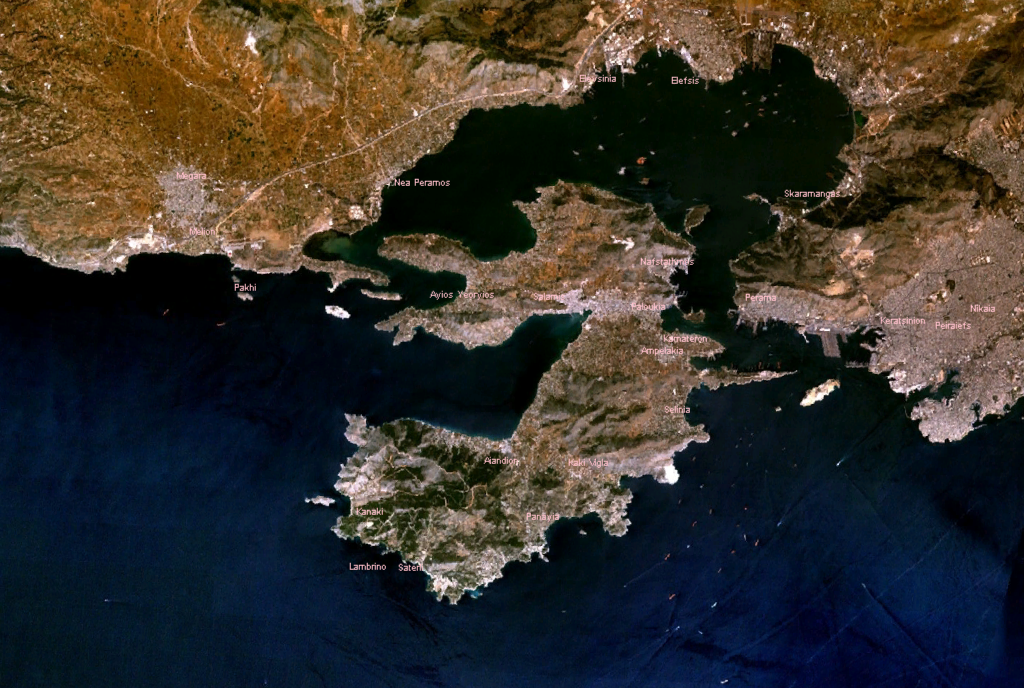
衛星写真

サラミス島（サラミスとう、古典ギリシャ語・カサレヴサ: Σαλαμίς / Salamís）は、エーゲ海・サロニコス湾の北部に位置するギリシャ領の島。サロニカ諸島で最大の面積を持つ。現代ギリシャ語（ディモティキ）ではサラミナ島（Σαλαμίνα / Salamína）と呼ばれる。

## 地理
ピレウスの海岸からは約2km離れている。中心の町は西岸のサラミナ（またはサラミス）。

## 歴史
紀元前480年、サラミスの海戦の舞台となった。
第二次世界大戦中、ナチス・ドイツの空爆を受けた。
2017年9月10日、島沖合でタンカーが沈没、約2,200トンの油が海に流出して海岸に押し寄せる被害が出た。

## 姉妹都市
- ファマグスタ、キプロス